# Сяо Чжи
Сяо Чжи (кит. упр. 肖智, пиньинь Xiāo Zhì); род. 28 мая 1985, Лоян) — китайский футболист, нападающий, может выступать на позиции правого полузащитника. В настоящее время выступает за клуб Суперлиги Китая «Гуанчжоу Фули» и сборную Китая по футболу.

## Клубная карьера
Сяо Чди начал футбольную карьеру в клубе второго дивизиона Китая «Нанькин Йойо», где стал игроком основного состава, а в итоге был продан в другой местный клуб «Хэнань Констракшн» за 1,3 млн.юаней. В составе нового клуба выступал в Суперлиге Китая, дебютировал 11 марта 2007 года в матче против «Бэйцзин Гоань», в котором была зафиксирована ничья 0—0. Из-за своей универсальности (мог сыграть как нападающего, так и правого полузащитника), Сяо Чжи получил достаточно много игрового времени в команде, а дебютный гол провёл 4 ноября 2007 года в матче против «Чанчунь Ятай», в котором его команда победила со счётом 3—2. К концу сезона появился в 23 матчах первенства, причем выступал как в основе, так и мог удачно выйти на замену. В итоге, стал одним из важнейших игроков в составе «Хэнань Констракшн».
27 января 2016 года Сяо перешёл в клуб Суперлиги «Гуанчжоу Фули». В сезоне выходил 25 раз, забил шесть голов. 25 января 2017 года Сяо подписал новый контракт с клубом.

## Международная карьера
7 июня 2017 года Сяо дебютировал и забил за национальную сборную Китая в победном матче против команды Филиппин, который закончился со счётом 8—1.

### Международная статистика
| Китай | Китай | Китай |
| Год   | Матчи | Голы  |
| ----- | ----- | ----- |
| 2017  | 8     | 2     |
| 2018  | 7     | 0     |
| 2019  | 2     | 1     |
| Всего | 17    | 3     |